# Michele Medda
Michele Medda (Cagliari, 7 dicembre 1962) è un fumettista italiano.

## Biografia
Inizia a lavorare nel campo della pubblicistica subito dopo aver conseguito la maturità liceale e, sempre in gioventù, collabora con un'emittente radiofonica locale sarda. Dopo la laurea in Lettere Moderne (discutendo una tesi sul romanzo poliziesco italiano) si dedica a tempo pieno alla scrittura. Nel 1986 comincia a collaborare con l'Editoriale Daim Press (la futura Sergio Bonelli Editore) insieme agli amici Antonio Serra e Bepi Vigna, conosciuti presso l'associazione culturale Il Circolo. Il trio scrive storie per le serie Martin Mystère, Dylan Dog e Zona X, per poi creare nel 1991 la serie Nathan Never, che esce sotto il marchio Sergio Bonelli Editore. A questa fa seguito Legs Weaver (1995-2005), prima protagonista femminile di una collana Bonelli. Nathan Never ottiene un notevole successo di vendite (toccando punte di oltre centomila copie mensili). Viene pubblicato in diversi paesi europei, negli Stati Uniti e in Brasile, e procura ai suoi autori vari riconoscimenti, tra cui il premio Yellow Kid nel 1997.
Dopo le prime storie scritte "a sei mani", i tre autori cominciano a scrivere singolarmente. Medda firma molte storie apprezzate, come Gli occhi di uno sconosciuto e La rivolta, entrambe disegnate da Stefano Casini. Particolarmente efficaci risultano anche le sue collaborazioni con il disegnatore Roberto De Angelis (tra cui Una canzone per Sara) e con Giancarlo Olivares per Dopo l'Apocalisse, che si snoda tra i numeri 162 e 164 della serie, e che si aggiudica il premio dei lettori AYAAAAK per la miglior storia del 2005. Alla produzione per Nathan Never, caratterizzata da storie dai toni cupi e drammatici in cui affiora una vena intimista, fanno da contraltare le storie scritte per Legs Weaver, dichiaratamente più leggere. Nell'interpretazione di Medda, le avventure della bella agente speciale sono contrassegnate da un umorismo eterogeneo che spazia dalla parodia (Quelle brave ragazze, disegni di Anna Lazzarini), alla satira di costume (La sosia, disegni di Melissa Zanella), passando per il divertissement demenziale (C'era una volta una regina, disegni di Pier Gallo). Da solo, Medda firma anche sceneggiature per Tex, Nick Raider e Dylan Dog. Su quest'ultima testata il suo apporto, pur non numericamente consistente, si rivela assai incisivo, e si può dividere grosso modo in due filoni di storie.
Il primo può essere definito di matrice letteraria: sulla serie dell'indagatore dell'incubo Medda debutta con un omaggio all'universo dello scrittore Charles Bukowski (La prigione di carta), e in seguito firma Il battito del tempo, sorta di sequel feroce e insieme struggente della favola di Peter Pan; ambedue le storie sono disegnate da Luigi Piccatto. Notevole anche L'ospite sgradito, claustrofobica avventura disegnata da Angelo Stano e liberamente ispirata al monologo Il Grigio, di Giorgio Gaber e Sandro Luporini. L'altro filone si distingue per la riflessione satirica su alcuni spunti di attualità, elaborati a volte secondo rigorosi stilemi thriller (La legge della giungla) e altre volte in chiave grottesca (La saggezza dei morti). Entrambe le storie sono disegnate da Giovanni Freghieri.
Nel 2000 Medda fonda una propria etichetta, Peter Press, per stampare l'originale miniserie Digitus Dei: due storie di ambientazione italiana che hanno per protagonista l'esorcista padre Sertori, scritte dallo stesso Medda e disegnate da Stefano Casini. Sempre nel 2000 Medda firma con Lucia Puxeddu i testi per la web strip Cani & Pesci, disegnata da Bruno Olivieri. Terminata l'avventura della Peter Press, nel 2004 Medda collabora con la Walt Disney Italia scrivendo alcuni episodi per le serie Kylion e Monster Allergy.
Nello stesso anno scrive per i disegni di Christian Cordella la breve storia Il frate che volava, sulla vita di San Giuseppe da Copertino, dimostrando una inaspettata sensibilità nei confronti della tematica religiosa (peraltro già anticipata, sia pure in un contesto puramente avventuroso, da Digitus Dei). Nel 2007 è annunciata una sua collaborazione con Francesco Artibani per la miniserie X-Campus (Edizioni Panini Comics-Marvel Italia). In attività ormai da vent'anni, Medda ha maturato una cifra stilistica riconoscibile per l'approccio realistico alle tematiche avventurose, per il ritmo dei dialoghi e per la duttilità nell'alternare uno stile "letterario" (con un abilissimo uso delle didascalie in prima persona) a una narrazione di taglio cinematografico.
Medda ha vinto due premi ANAFI (uno con Vigna e Serra e uno singolarmente), un premio AYAAAAK, e all'attività di sceneggiatore affianca quella di divulgatore e critico. È stato fra i fondatori della Sardinian School of Comics di Cagliari, e ha collaborato per anni alla pagina culturale del quotidiano sassarese La Nuova Sardegna, occupandosi di cinema e di fumetto. Presso l'Accademia delle Arti Digitali Nemo NT di Firenze tiene periodicamente seminari sulla struttura del racconto cinematografico.
È stato il primo sceneggiatore di fumetti italiano ad approdare sul web con un proprio sito. Nel 2009 esce Caravan, una serie di dodici albi a fumetti di sua ideazione. Da marzo 2014 esce Lukas, la sua nuova serie, co-creata col disegnatore Michele Benevento.

## Riconoscimenti
- Premio Yellow Kid al Salone Internazionale dei Comics (1997)